# Cajsa Wahllund
Catharina Christina Cajsa Wahllund, född 1 maj 1771 i Värmland, död 13 juli 1843 i Helsingfors, var en finländsk krögare och gästgivare. 
Cajsa Wahllund var restauratör i Åbo 1812–1819 och i Helsingfors 1819–1843. Hon var populär särskilt bland studenter och en högtid firas till hennes minne av finlandssvenska studenter. Hon grundade Restaurang Kajsaniemi, som fram till 2019 var den äldsta restaurangen i Finland, som varit verksam utan avbrott.
Kajsaniemi och Kajsaniemiparken har sina namn efter henne.